# Lo Esencial Extracto 89-96
Lo Esencial es el primer disco recopilatorio de Estados alterados, publicado en el 1996 por la casa disquera Discos Fuentes, fue el último trabajo de la primera época de la banda que entraría e un largo receso que terminaría en 2010.
Este "grandes éxitos" contiene algunas de las mejores canciones del grupo de sus primeros 3 álbumes y al igual que los álbumes de este tipo ha tenido varias ediciones, para este trabajo se hicieron nuevas versiones de sus primeras canciones, grabadas en 1989 «Muévete» y «El velo» lo anterior posiblemente se debió a que el primer álbum del grupo se publicó por otro sello fonográfico siendo estas nuevas versiones (los temas más emblemáticos de la banda) los únicos temas incluidos de ese álbum en el recopilatorio.

## Lista de canciones
| Lo Esencial Extracto 89-96 |                                                         |          |  |
| N.º                        | Título                                                  | Duración |  |
| 1.                         | «Muévete» (de Estados alterados, 1991)                  | 3:31     |  |
| 2.                         | «El Velo» (de Estados alterados, 1991)                  | 4:46     |  |
| 3.                         | «La Fiebre De Marzo» (de Rojo sobre rojo, 1995)         | 3:33     |  |
| 4.                         | «Te Vere» (de Rojo sobre rojo, 1995)                    | 3:44     |  |
| 5.                         | «Sacudete Ahora» (de Cuarto Acto, 1993)                 | 3:06     |  |
| 6.                         | «Nada» (de Cuarto Acto, 1993)                           | 4:22     |  |
| 7.                         | «Paraíso» (de Rojo sobre rojo, 1995)                    | 3:04     |  |
| 8.                         | «Infecto» (de Cuarto Acto, 1993)                        | 3:11     |  |
| 9.                         | «La Trampa» (de Rojo sobre rojo, 1995)                  | 4:14     |  |
| 10.                        | «Seres De La Noche» (de Cuarto Acto, 1993)              | 4:05     |  |
| 11.                        | «Los Amos De La Información» (de Rojo sobre rojo, 1995) | 3:50     |  |
| 12.                        | «Algo Más que Compasión» (de Rojo sobre rojo, 1995)     | 3:33     |  |
| 13.                        | «Quemando Las Cortinas» (de Cuarto Acto, 1993)          | 3:44     |  |
| 14.                        | «Me Partirás En Dos» (de Cuarto Acto, 1993)             | 3:48     |  |
| 15.                        | «Angel Perdido» (de Rojo sobre rojo, 1995)              | 5:02     |  |
| 16.                        | «Nunca» (de Cuarto Acto, 1993)                          | 4:02     |  |
| 62:47                      |                                                         |          |  |